# Leonard Harris
Leonard Harris (geboren am 27. September 1929 in der Bronx; gestorben am 28. August 2011 in Hartford, Connecticut) war ein amerikanischer Kulturkritiker, Autor und gelegentlicher Schauspieler, der insbesondere durch seine Rolle als Senator Charles Palantine in dem Filmklassiker Taxi Driver (1976) internationale Bekanntheit erlangte.

## Biographie
Leonard Jerome Harris 1929 in der Bronx geboren. Er machte seinen Abschluss am City College und diente während des Koreakriegs in der Armee in Fort Dix. Im Jahr 1961 heiratete er Mary Ann Wurth. Sie hatten zwei Kinder, Sarah und David Harris. Sie ließen sich 1973 scheiden. Er wohnte im Laufe seines Lebens auch in Stanfordville, N.Y., und West Palm Beach, Florida.
Harris begann seine Karriere im Journalismus 1958 mit dem Schreiben von Nachrufen und Buchrezensionen für den Hartford Courant. Im Jahr 1966 wurde er Kulturkritiker bei dem Fernsehsender WCBS-TV in New York City, eine Position, die er bis 1974 innehatte. Er veröffentlichte in späteren Jahren drei Romane und arbeitete in seiner späteren Laufbahn als Fernsehautor. Sein erster Roman, The Masada Plan von 1976, wurde von dem Schriftsteller Meyer Levin in der New York Times Book Review als „fesselnd, schnelllebig und fachmännisch konstruiert“ bezeichnet. Ein vierter Roman wurde posthum veröffentlicht. In den späten 1980er- und frühen 1990er-Jahren war er Mitglied des Nominierungsausschusses für den Tony Award.
Der Regisseur Martin Scorsese kannte Harris aus der New Yorker Theaterszene und besetzte ihn, nachdem er ihn passend dafür fand, auf die Rolle des Senators Palantine in seinem Film Taxi Driver von 1976. 1980 spielte Harris den Bürgermeister in der romantischen Komödie Ein wahrer Held, was seine zweite und letzte Filmrolle wurde.
Er starb am 28. August 2011 in Hartford, Connecticut, im Alter von 81 Jahren an den Folgen einer Lungenentzündung.

## Filmografie
- 1967: Eye on Art (Dokureihe, Folge The Walls Come Tumbling Down, als Erzähler)
- 1973: What’s My Line? (Fernsehshow, als er selbst)
- 1976: Taxi Driver
- 1980: Ein wahrer Held (Hero at Large)

## Werke
- Leonard Harris: The Masada Plan. 1976, ISBN 0-517-52799-5 (englisch, archive.org).
- Leonard Harris: Don't Be No Hero. 1978, ISBN 0-517-53250-6 (englisch).
- Leonard Harris: The Hamptons. 1981, ISBN 0-671-61000-7 (englisch).[3]
- Leonard Harris: War Songs. 2014, ISBN 978-0-9914438-0-2 (englisch).